# Podvrh, Osilnica
Podvrh este o localitate din comuna Osilnica, Slovenia, cu o populație de 4 locuitori.